# Горно село
 Тази статия е за селото в България.  За селото в Северна Македония вижте Горно село (община Долнени).  За селото в Гърция вижте Горно Шел.
Горно село е село в западната част на Република България. То се намира в Община Драгоман, Софийска област, недалеч от сръбската граница.

## География
Намира се в живописен планински район. През селото преминава малка рекичка, която понякога е преливала и е достигала до няколко десетки метра ширина. В реката има наличие и на риба, която традиционно селяните ловят с ръце. Селото е разположено на калдъръми (хълмове) и на места уличките се спускат доста остро надолу или се изкачват съответно нагоре. Въздухът в селото е изключително чист и свеж, в селото има извор от който извира много чиста, ледено студена планинска вода.

## История
Старото име на селото е Ново село. Подобно на много други села в България, особено в погранични райони, селото започва да се обезлюдява поради миграцията на жителите към градовете и други фактори. В случая на Горно село изиграваща роля е и фактът, че се спира директната автобусна линия до селото, поради намалено търсене, което води до по-затруднен достъп на хората до него.
Старото име на селото е Ново село. През 1961 г. с. Ново село се преименува на с. Горно село с Указ № 129, обнародван на 11.04.1961 г.

## Население
| 1880       | 151 |
| 1892       | 168 |
| 1900       | 185 |
| 1910       | 194 |
| 1929       | 231 |
| 1934       | 239 |
| 1946       | 192 |
| 1956       | 138 |
| 1965       | 104 |
| 1975       | 60  |
| 1985       | 55  |
| 1992       | 38  |
| 2001       | 21  |
| 2011       | 21  |
| Източници: |     |

По данни от първото преброяване на населението през 1880 г. в с. Горно ново село живеят 151 жители. По официални данни на ГРАО от 15 декември 2012 г. в селото живеят постоянно 29 души, предимно възрастни хора. През последните години в селото се наблюдава демографски срив и то е застрашено от обезлюдяване.

## Религии
В селото е застъпено източноправославието.